# RNA thông tin biến đổi nucleoside
RNA thông tin biến đổi nucleoside (nucleoside-modified messenger RNA, modRNA) là RNA thông tin tổng hợp (mRNA), trong đó một số nucleoside được thay thế bằng các nucleoside tự nhiên khác hoặc bằng các chất tương tự nucleoside nhân tạo. modRNA được sử dụng để sinh tổng hợp protein mong muốn trong các tế bào nhất định. Ứng dụng quan trọng của modRNA là phát triển vắc-xin mRNA, mà vắc-xin đầu tiên được chấp thuận chính là vắc-xin COVID-19 (chẳng hạn như BNT162b2 của Pfizer–BioNTech và mRNA-1273 của Moderna).

## Giới thiệu

Ribosome (màu xanh lá cây) tổng hợp một protein (trong hình là chuỗi hạt tròn đại diện cho các amino acid) được mã hóa trong mRNA (chuỗi nucleotide). mRNA này đã biến đổi để giảm phản ứng viêm trong tế bào.

mRNA là acid ribonucleic (RNA) cấu tạo từ các đơn phân là nucleotide, là sản phẩm của quá trình phiên mã acid deoxyribonucleic (DNA). Khi tổng hợp, RNA polymerase có thể sẽ gặp phải các nucleoside "không đúng chuẩn" như pseudouridine (các nucleoside chuẩn gồm adenosine, cytidine, guanosine và uridine), và mRNA tạo thành chính là mRNA nucleoside đã được biến đổi.
Dịch mã là quá trình sinh tổng hợp protein. Ban đầu ribosome trên mRNA sẽ lắp ráp lại, sau đó mRNA đóng vai trò là bản thiết kế để tổng hợp protein nhờ trình tự amino acid dựa trên mã di truyền trên mRNA.

## Tổng quan
Để tế bào tạo ra các protein mà thông thường chúng không thể tổng hợp, có thể đưa mRNA vào tế bào chất của tế bào, bỏ qua quá trình phiên mã. Nói cách khác, có thể "lấy cắp" bản thiết kế protein bình thường và cho "nhập lậu" bản thiết kế protein lạ vào trong tế bào. Tuy nhiên để đạt được mục tiêu này thì phải "lách luật" chính là các hệ thống tế bào ngăn cản sự xâm nhập và dịch mã của mRNA ngoại lai. Có những enzym hay gặp, chẳng hạn như ribonuclease (hay RNAse), có thể phá vỡ mRNA. Ngoài ra còn có các hàng rào nội bào chống lại mRNA ngoại lai, ví dụ như các receptor tương tự receptor (toll-like receptor) TLR7 và TLR8 thuộc hệ miễn dịch tự nhiên, nằm trong màng túi nhập bào (endosome). Các cảm biến RNA như TLR7 và TLR8 làm giảm đáng kể sự tổng hợp protein trong tế bào, kích hoạt giải phóng các cytokine như interferon và yếu tố hoại tử khối u alpha (TNF-alpha), và khi cường độ đủ mạnh sẽ dẫn đến chết tế bào theo chương trình.
Có thể "giấu kín" bản chất gây viêm của RNA ngoại sinh bằng cách sửa đổi các nucleoside trong mRNA. Ví dụ, uridine có thể được thay thế nhờ một nucleoside tương tự như pseudouridine (Ψ) hoặc N1-methyl-pseudouridine (m1Ψ), và cytosine có thể được thay thế bằng 5-methylcytosine. Chú ý rằng pseudouridine và 5-methylcytosine cũng tồn tại một cách tự nhiên ở sinh vật nhân thực. Các nucleoside biến đổi này dẫn đến thay đổi cấu trúc bậc hai của mRNA, làm giảm sự nhận diện của hệ miễn dịch tự nhiên trong khi vẫn cho phép dịch mã hiệu quả.

## Ý nghĩa của các vùng không được dịch mã
Một mRNA bình thường có vùng bắt đầu và vùng kết thúc chứa các đoạn không dịch mã trong quá trình tạo thành các amino acid nhằm sinh tổng hợp protein. Các trình tự này nằm ở đầu 5′ và 3′ của sợi mRNA được gọi là vùng không được dịch mã (UTR). Hai vùng không được dịch mã ở đầu và cuối sợi là rất cần thiết cho sự ổn định của mRNA và của modRNA cũng như tạo tính hiệu quả của quá trình dịch mã, tức là tạo ra đương lượng protein cần thiết cho tế bào. Bằng cách chọn các vùng không được dịch mã thích hợp trong quá trình tổng hợp modRNA giúp tối ưu hóa sự sản xuất protein theo mục tiêu trong điều trị tế bào đích.

## Vận chuyển modRNA vào tế bào đích

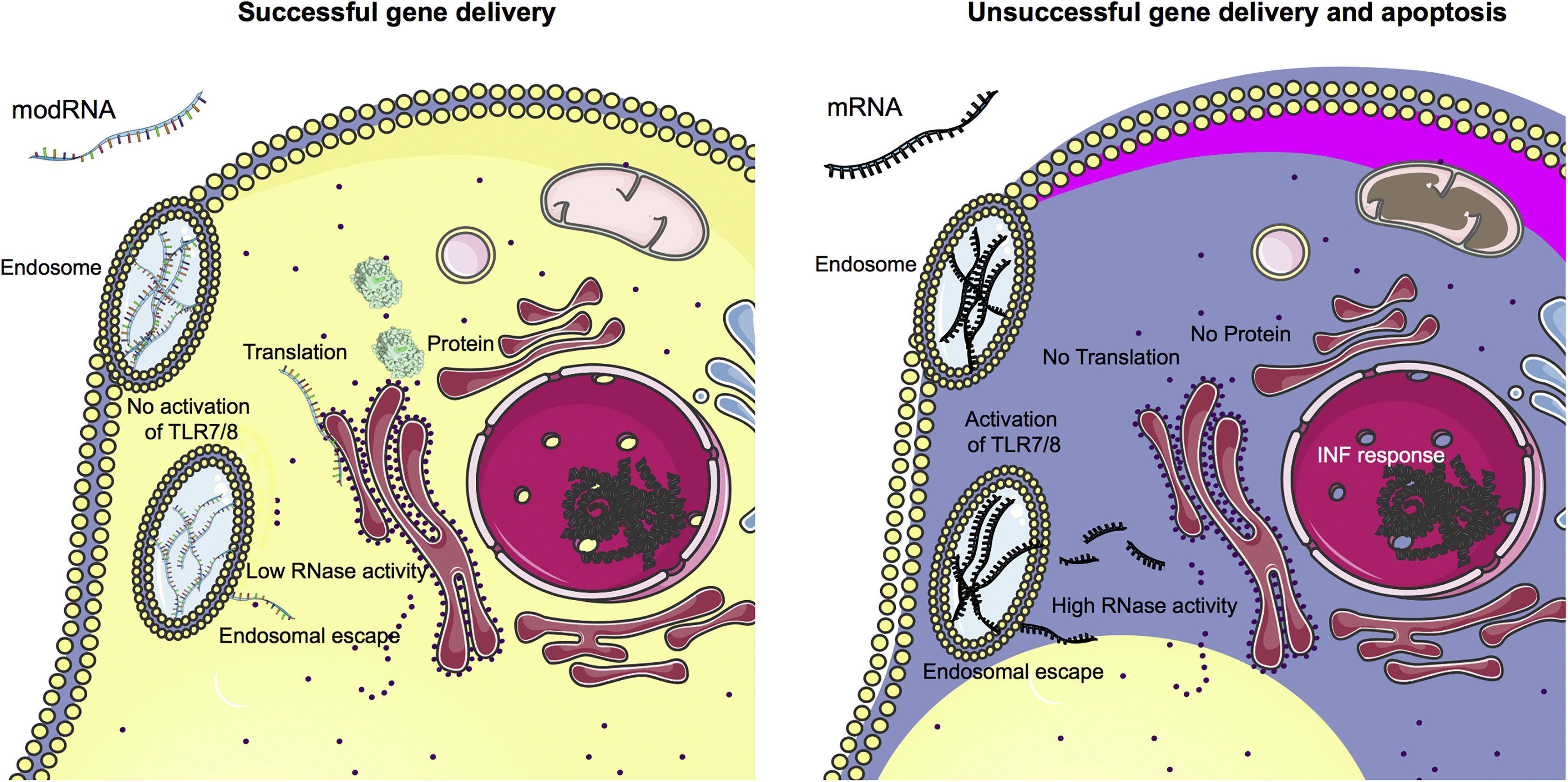
So sánh sự hấp thụ RNA và modRNA của tế bào

Việc đưa modRNA vào các tế bào đích còn gặp nhiều khó khăn. Đầu tiên, modRNA phải được bảo vệ, tránh bị ribonuclease phân hủy bằng cách "đóng gói" nó trong liposome. Việc "đóng gói" như vậy cũng có thể giúp modRNA dễ dàng được hấp thụ vào các tế bào đích. Quá trình này rất hữu ích khi được sử dụng trong vắc-xin, vì các hạt nano được tế bào tua và đại thực bào hấp thụ, cả hai loại tế bào đều đóng vai trò quan trọng trong việc kích hoạt hệ miễn dịch.
Hơn nữa, modRNA có thể được đưa vào các tế bào cơ thể cụ thể. Ví dụ khi kích thích để tế bào cơ tim nhân lên khi mô cơ tim bị tổn thương. Trong trường hợp này, modRNA được "đóng gói" sẽ tiêm trực tiếp vào động mạch, chẳng hạn như động mạch vành.

## Các ứng dụng
Một lĩnh vực ứng dụng quan trọng là sản xuất vắc-xin mRNA, trong đó vắc-xin đầu tiên được phép sử dụng ở người là vắc-xin COVID-19 để chống lại bệnh SARS-CoV-2. Một số vắc-xin COVID-19 gồm: BNT162b2 (được phát triển bởi sự hợp tác của BioNTech/Pfizer/Fosun International), CVnCoV (CureVac), và mRNA-1273 (Moderna). Vắc-xin của BioNTech và Moderna sử dụng modRNA, nhưng vắc-xin CureVac sử dụng RNA không biến đổi.
modRNA là công nghệ tiềm năng nhằm tái tạo mô cơ tim bị tổn thương  và điều trị ung thư.